# Siagoninae
Die Siagoninae sind eine Unterfamilie der Laufkäfer (Carabidae). In Europa kommen vier Arten vor.

## Merkmale

### Käfer
Die Käfer der Gattungen Enceladus und Luperca haben einen flachen, unbehaarten Körper, die Gattung Siagona hat sehr flache, aber behaarte Körper. Der Körper ist bei allen Arten zwischen Pro- und Mesothorax stark verengt. Die Mandibeln sind kurz und unbehaart. Der Prothorax ist hinten stark verengt. Die Deckflügel sind deutlich abgeflacht und haben basal keinen Rand. Sie tragen acht Längsfurchen, die jedoch bei der Gattung Siagona nur schwer erkennbar sind.

### Larven
Die Larven der Unterfamilie sind durch eine Reihe von Autapomorphieen charakterisiert. Der Kopf hat einen mehr oder weniger stark verengten Hals, entweder es sind sechs Punktaugen (Ocelli) ausgebildet, oder diese sind zu einem oder zwei reduziert. Bei der Gattung Siagona sind die Maxillar- und Labialpalpen stark verlängert, ansonsten sind sie von normaler Länge, ihr letztes Glied ist jedoch verlängert und hat bei der Gattung Enceladus einen erweiterten Bereich mit Sinneshärchen. Die Lacinia ist ausgebildet. Die Beine sind schlank und tragen zwei Klauen. Das Tergit des neunten Hinterleibssegmentes ist deutlich zurückgebildet, mittig geteilt und trägt extrem stark verlängerte Urogomphi, die 0,5 bis 1,0 Mal so lang wie der gesamte Körper sind. Diese sind mit mehreren Haarformen besetzt.

## Lebensweise
Die Arten der Gattungen Siagona und Cymbionotum leben am Boden in feuchten Lebensräumen mit verrottenden Pflanzenteilen. Die Gattung Enceladus lebt unter Rinde. Manche Arten leben auch auf Schlamm und in den Rissen im Boden von ausgetrockneten Gewässern. Arten der Gattung Luperca wurden in Termitenbauten gefunden.

## Systematik und Verbreitung
Die relativ kleine Unterfamilie wird in zwei Tribus mit vier Gattungen unterteilt. Die Tribus Enceladini ist monotypisch und umfasst nur die im nördlichen Südamerika verbreitete Gattung Enceladus. Die Tribus Siagonini umfasst drei Gattungen. Die Gattung Siagona ist in der südlichen Paläarktis, einschließlich der Malaiischen Halbinsel und in Afrika verbreitet und umfasst 80 Arten. Die Gattung Cymbionotum ist in der südlichen Paläarktis, mit Ausnahme der Malaiischen Halbinsel und Afrika verbreitet. Die Gattung Luperca ist mit zwei Arten in Afrika und Indien verbreitet. Folgende Arten kommen in Europa vor:
- Siagona dejeani Rambur, 1837
- Siagona europaea Dejean, 1826
- Siagona jenissonii Dejean, 1826
- Siagona longula Reiche, 1855

## Belege